# Tapeigaster argyrospila
Tapeigaster argyrospila är en tvåvingeart som beskrevs av Mario Bezzi 1923. Tapeigaster argyrospila ingår i släktet Tapeigaster och familjen myllflugor. Inga underarter finns listade i Catalogue of Life.